# Râciu
Râciu (in ungherese Mezőrücs) è un comune della Romania di 3647 abitanti, ubicato nel distretto di Mureș, nella regione storica della Transilvania. 
Il comune è formato dall'unione di 15 villaggi: Căciulata, Coasta Mare, Cotorinau, Curețe, Hagău, Leniș, Nima Râciului, Obârșie, Pârâu Crucii, Râciu, Sânmărtinu de Câmpie, Ulieș, Valea Sânmărtinului, Valea Seacă, Valea Ulieșului.